# (156) Xanthippe
Pour les articles homonymes, voir Xanthippe.
(156) Xanthippe est un astéroïde de la ceinture principale découvert par Johann Palisa le 22 novembre 1875.
Il a été nommé d'après Xanthippe, la femme de Socrate.